# Ivar Adolf Lyttkens
Ivar Adolf Lyttkens, född 19 januari 1844 i Gustafs församling, Malmöhus län, död 26 juli 1936, var en svensk zoolog, skolman och ämbetsman. 
Lyttkens blev student vid Lunds universitet 1862, filosofie doktor 1868, läroverksadjunkt i Lund 1869 och docent i zoologi där 1870. Han blev 1876 folkskoleinspektör i Norrköping. På Lyttkens initiativ inrättades i Norrköping 1879 den första hjälpklassen. 1901-11 var Lyttkens kansliråd och byråchef i Ecklesiastikdepartementet för ärenden angående folkundervisningen. Lyttkens var ledamot av en mängd kommittéer, såsom för utarbetande av läroverksstadga 1874, för granskning av läroböcker för folkskolorna 1885-87, för omarbetning av normalplanen för undervisning i folkskolorna 1888, för omarbetning av läsebok för folkskolan 1889-92 samt för utarbetande av folkskolestadga för rikets större städer 1894-95. Han var lekmannaombud för Linköpings stift vid kyrkomötet 1893 och 1898, där han tillhörde den mera reformvänliga fraktionen. 
Som författare skapade Lyttkens dels läroböcker för skolan, vari han framställde en ny ljudbindningsmetod för den första undervisningen i innanläsning, dels språkvetenskapliga arbeten. Tillsammans med professor Fredrik Wulff utvecklade Lyttkens en omfattande och resultatrik verksamhet för utredande av en mängd frågor rörande nysvenskt språkbruk såsom modersmålets ljudlära och rättskrivning. Lyttkens verkade starkt för refomering av stavningsreglerna. Han tillhörde reformvännerna i den kring sekelskiftet pågående stavningsstriden. 

## Familj
Lyttkens var son till Ivar Lyttkens (1823-1899) och Ulrika Lyttkens f. Wahlström (1812-1892).
Han gifte sig 1870 med Karolina Jung (1847-1936).